# Générargues
Générargues ist eine französische Gemeinde mit 711 Einwohnern (Stand: 1. Januar 2022) im Département Gard der Region Okzitanien (vor 2016 Languedoc-Roussillon). Sie gehört zum Arrondissement Alès und zum Kanton Alès-1. Die Einwohner werden Générargais genannt.

## Geographie
Générargues liegt etwa neun Kilometer westsüdwestlich von Alès. Der Fluss Gardon d’Anduze begrenzt die Gemeinde im Südwesten. Umgeben wird Générargues von den Nachbargemeinden Saint-Sébastien-d’Aigrefeuille im Norden, Saint-Jean-du-Pin im Nordosten, Bagard im Osten, Boisset-et-Gaujac im Südosten, Anduze im Süden und Südwesten, Thoiras-Corbès im Westen sowie Mialet im Nordwesten.

## Bevölkerungsentwicklung
| Jahr                       | 1962 | 1968 | 1975 | 1982 | 1990 | 1999 | 2006 | 2013 | 2020 |
| Einwohner                  | 380  | 377  | 406  | 491  | 546  | 639  | 684  | 707  | 692  |
| Quellen: Cassini und INSEE |      |      |      |      |      |      |      |      |      |

## Sehenswürdigkeiten
- protestantische Kirche aus dem 19. Jahrhundert
- Mühlen
- Domäne La Bambouseraie in Prafance (laotische Bambusbauten), seit 2006 Monument historique
- Kloster Tornac, teilweise zerstört, Monument historique